# J. Gresham Barrett

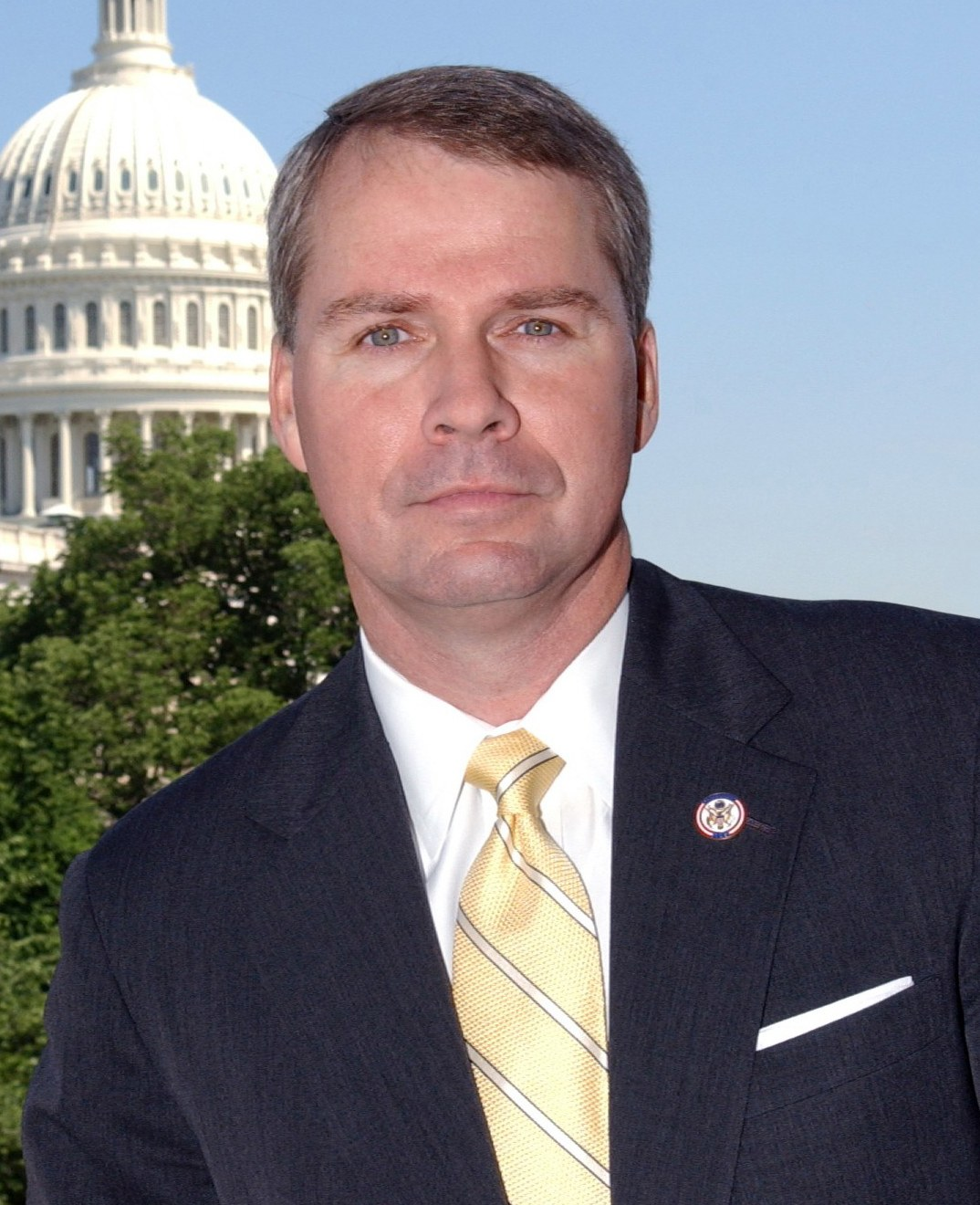
J. Gresham Barrett

James Gresham Barrett (* 14. Februar 1961 in Westminster, Oconee County, South Carolina) ist ein US-amerikanischer Politiker. Von 2003 bis Januar 2011 vertrat er den Bundesstaat South Carolina im US-Repräsentantenhaus.

## Werdegang
J. Gresham Barrett besuchte zunächst die Westminster High School und absolvierte danach bis 1983 die Militärakademie The Citadel in Charleston. Zwischen 1983 und 1897 war er Offizier in der US-Armee. Dort erreichte er den Rang eines Captain. Danach leitete er das familieneigene Möbelgeschäft. Außerdem war er im Vorstand einiger Vereine und Organisationen wie dem Westminster Rotary Club, der lokalen Pfadfinder, der Handelskammer von Westminster oder des örtlichen Roten Kreuzes.
Politisch schloss sich Barrett der Republikanischen Partei an. Zwischen 1996 und 2002 saß er als Abgeordneter im Repräsentantenhaus von South Carolina. Dort war er Mitglied einiger Ausschüsse. Im Jahr 2000 unterstützte er den Präsidentschaftswahlkampf von George W. Bush. Bei den Kongresswahlen des Jahres 2002 wurde er im dritten Wahlbezirk von South Carolina in das US-Repräsentantenhaus in Washington, D.C. gewählt, wo er am 3. Januar 2003 die Nachfolge des in den Senat gewechselten Lindsey Graham antrat. Am 3. Januar 2011 schied er aus dem Kongress aus.
Barrett gilt als einer der konservativsten Kongressabgeordneten. Er war zuletzt Mitglied des Finanzausschusses und des Ausschusses für auswärtige Angelegenheiten. In beiden Ausschüssen war er noch in einigen Unterausschüssen vertreten. Im März 2009 kündigte Barrett seine Kandidatur für das Amt des Gouverneurs von South Carolina an. Im Juni 2010 verlor er aber in der innerparteilichen Stichwahl um die Nominierung gegen die von der Tea-Party-Bewegung unterstützte Nikki Haley.
Barrett ist verheiratet. Mit seiner Frau Natalie hat er drei Kinder. Privat lebt die Familie in Westminster.